# Roh Jeong-eui
Đây là một tên người Triều Tiên, họ là No.
Roh Jeong-eui hay No Jung-eui (Hangul: 노정의, Hanja: 盧正義, Hán-Việt: Lỗ Chính Nghĩa, sinh ngày 31 tháng 7 năm 2001) là một nữ diễn viên người Hàn Quốc trực thuộc công ty giải trí Namoo Actors. Cô được biết đến với vai Dong-i trong bộ phim Thám tử tài năng năm 2016, Hong Si-ah trong Trở lại tuổi 18 (2020) và NJ trong  Mùa hè yêu dấu của chúng ta (2021-22).

## Danh sách phim

### Phim điện ảnh
| Năm  | Tựa đề                        | Vai               | Ghi chú   | Ng.   |
| ---- | ----------------------------- | ----------------- | --------- | ----- |
| 2011 | I Am a Dad                    | Na Ye-seul        | Vai phụ   |       |
| 2015 | Cuộc gọi từ quá khứ           | Go Kyung-rim      | Vai phụ   |       |
| 2016 | Thám tử tài năng              | Dong-i            | Vai phụ   |       |
| 2016 | Fantasy Of The Girls          | Sun-hwa           | vai chính |       |
| 2019 | A Haunting Hitchhike          | Jeong-ae          | vai chính |       |
| 2020 | Everyone Is There             | Soo-Yeon/Jung-Yeo | vai chính |       |
| 2020 | The Day I Died: Unclosed Case | Seo-jin           | vai chính |       |
| TBA  | The Wilderness                |                   | vai chính | [ 2 ] |

### Phim truyền hình
| Năm  | Tựa đề                           | Kênh       | Vai                                | Ghi chú   | Ng.         |
| ---- | -------------------------------- | ---------- | ---------------------------------- | --------- | ----------- |
| 2011 | Tiệm rau của anh chàng độc thân  | Channel A  | Han Tae-in (lúc nhỏ)               | Vai phụ   |             |
| 2012 | Dream High 2                     | KBS2       | Shin Hae-poong                     | Vai phụ   |             |
| 2012 | Chiến dịch cầu hôn               | TV Chosun  | Hahm Ee-seul                       | Vai phụ   |             |
| 2012 | The King's Doctor                | MBC        | Kang Ji-nyeong (lúc nhỏ)/Yeong-dal | Vai phụ   |             |
| 2012 | Ngôi nhà hạnh phúc 2             | SBS Plus   | Jang Man-ok (lúc nhỏ)              | Vai phụ   |             |
| 2012 | Bố nuôi Mr. Kim                  | KBS1       | Nam Song-ah                        | Vai phụ   |             |
| 2013 | The Eldest                       | JTBC       | Lee Ji-sook                        | Vai phụ   |             |
| 2014 | Pretty! Oh Man-bok               | KBS        | Kwon Ha-eun                        | Vai phụ   |             |
| 2014 | Đôi mắt thiên thần               | SBS        | Yoon Soo-wan (lúc nhỏ)             | Vai phụ   |             |
| 2014 | Store Struck By Lightning phần 2 | Tooniverse | Roh Jeong-eui                      | Vai chính |             |
| 2014 | Pinocchio                        | SBS        | Choi In-ha (lúc nhỏ)               | Vai phụ   |             |
| 2016 | Hoa trong ngục                   | MBC        | Yoon Shin-hye (lúc nhỏ)            | Vai phụ   |             |
| 2017 | Lang y lừng danh                 | tvN        | Oh Ha-Ra                           | Vai phụ   |             |
| 2017 | Witch at Court                   | KBS2       | Ma Yi-deum (lúc nhỏ)               | Vai phụ   |             |
| 2019 | Truy sát                         | OCN        | Kang Seul-gi                       | Vai phụ   |             |
| 2019 | Vở kịch vĩ đại                   | tvN        | Han Da-jung                        | Vai phụ   |             |
| 2020 | Trở lại tuổi 18                  | JTBC       | Hong Shi-ah                        | Vai phụ   |             |
| 2021 | Mùa hè yêu dấu của chúng ta      | SBS        | NJ                                 | Vai phụ   | [ 3 ]       |
| 2022 | Dear. M                          | KBS2       | Seo Ji-min                         | Vai chính |             |
| TBA  | The Witch                        |            | Park Mi-jeong                      | Vai chính | [ 4 ] [ 5 ] |

## Giải thưởng và đề cử
| Giải thưởng                               | Năm  | Hạng mục                       | Đề cử                         | Kết quả   | Ng.   |
| ----------------------------------------- | ---- | ------------------------------ | ----------------------------- | --------- | ----- |
| Giải thưởng điện ảnh Rồng Xanh lần thứ 42 | 2021 | Nữ diễn viên mới xuất sắc nhất | The Day I Died: Unclosed Case | Đề cử     | [ 6 ] |
| Giải thưởng phim truyền hình SBS          | 2021 | Nữ diễn viên mới xuất sắc nhất | Mùa hè yêu dấu của chúng ta   | Đoạt giải | [ 7 ] |